# Културно-просветно дружество за връзки с бесарабските и таврийските българи „Родолюбец“
Културно-просветното дружество за връзки с бесарабските и таврийските българи „Родолюбец“ е неправителствена организация, основана през 1990 г. в гр. София.

## История
Културно-просветното дружество за връзки с бесарабските и таврийските българи „Родолюбец“ е основано през 1990 г. в гр. София.
На 15 януари в салона на Съюза на българските писатели в София учредителното събрание приема Устава на дружеството, а решението за регистрация на Софийския градски съд е от 28 юни 1990 г.
Дружеството „Родолюбец“ има съществена заслуга за разработването и приемането на Постановление на Министерския съвет  103/31.05.993 г. за осъществяване на образователна дейност сред българите в чужбина, осигурило обучението на десетки хиляди студенти, специализанти и докторанти от историческите диаспори, за провеждането на езикови курсове и педагогически практики със студенти и учители от  общностите ни, за изпращането на учители и учебно-помощна литература в училищата с български контингент ученици и пр.
Издаването на Алманах „Родолюбец“ от дружеството на всеки 2 години от 1994 г. насам стана помагало за учителите извън България. Последният брой е от 2022 г.
През 1998 г. Дружеството за първи път реализира лансираната още през 1938 г във в-к "Българска Бесарабия" - бр. Единствен, идея за обявяването на 29 октомври – дата, на която през 1838 година е осветен храмът „Преображение Господне“ в гр. Болград за Ден на бесарабските българи. Инициативата е на Мирчо Сливенски, основател на Дружеството и потомък на опълченец от Болград, който намира вестника в семейния архив и го представя на ръководството на Дружеството, което прегръща идеята. Оттогава Дружеството ежегодно отбелязва празника, съвместно с редица граждански организации и институции като Министерството на образованието и науката, Държавната агенция за българите в чужбина и др.  като организира концерти, кръгли маси, конференции, представянето на книги и театрални постановки. Първоначално празникът се чества само в България, но след около десет години постепенно започва да се отбелязва и в общностите ни в Бесарабия и Таврия и набира днешната си популярност. На няколко пъти "Родолюбец" предлага Денят на бесарабските българи да бъде обявен от Народното събрание за официален празник на България, засега безуспешно.
През 2020 г. в гр. София е отбелязана 30-годишнината на дружеството „Родолюбец“.
На 21 януари 2024 г. е създаден Литературен клуб "Родолюбец" с председател проф. Симеон Янев, който ежемесечно провежда литературни срещи и в който освен творци от Бесарабия и Таврия (Украйна и Молдова) участват и такива от Мала Преспа и Гора (Албания и Косово), Западните покрайнини, Канада и Унгария.
Същата година е основана и театрална трупа към дружеството, включваща творци от България, Таврия, Бесарабия и Канада, които на 23 октомври с.г., в чест на Деня на бесарабскте българи, в НЧ "Славанска беседа" в София имат своята премиера на пиесата на Владо Диков "Историята на Вълковото семейство или Преселници" по романа на Константин Петканов "Преселници" от 1936 г., преиздаден за първи път през 2024 г. от ИК "Гутенберг", по инициатива на дружеството. 

## Задачи
Основните задачи на дружеството са:
1. Да запознае българите в България с миналото и настоящето на сънародници от Бесарабия, Таврия и Крим
2. Да работи за съхраняването и отстояването на културната идентичност на българите от Бесарабия, Таврия, Крим, Олшанка, Николаев, Приднестровието, Одеско и др.
3. Да изгражда връзки и приятелство с представителите на една от най-старите и големи български диаспори от историко-културните области Бесарабия, Таврия и Крим, както и навсякъде другаде от постсъветското пространство.[1]